# George Dale Williams
George Dale „The Fox“ Williams (* 5. November 1917 in New Orleans; † 17. April 1988) war ein US-amerikanischer Arrangeur, Pianist und Komponist, der in der Swingära mit zahlreichen Bandleadern zusammenarbeitete.

## Leben
Er wuchs in Oakland, Kalifornien, auf und studierte am Chico State College in Nordkalifornien. Er war Multiinstrumentalist und zeitweise professioneller Baseballspieler (bei den Oakland Acorns), bevor er Klavier in Nightclubs spielte und beim Merle Howard Orchester. 1939 war er in der Bob Astor Band in Los Angeles und begann für dessen Freund Jimmie Lunceford zu arrangieren. 1940 begann er für die Band von Lionel Hampton zu arrangieren bzw. die Band-Bibliothek aufzubauen. Anschließend war er als Pianist in der Bigband von Sonny Dunham und wechselte an die Ostküste, wo er neun Monate für Glenn Miller arrangierte bis zur Auflösung von dessen Band bei Beginn des Zweiten Weltkriegs. 1943 bis 1946 war er bei der Marine und nach dem Krieg wieder Arrangeur für namhafte Bigbands, wie die von Gene Krupa, Ray Anthony (für den er 1951 bis 1953 arbeitete), Harry James, Roy Eldridge, Charlie Ventura und Vaughn Monroe. Er arrangierte auch für Benny Goodman, Tommy Dorsey, Tony Bennett (musikalischer Leiter auf dessen Tourneen), Buddy Morrow, Ralph Flanagan, Hal McIntyre, Tommy Dorsey, Les Brown, Les Elgart, Charlie Spivak, Art Mooney, Eddy Duchin, Count Basie oder Vincent Lopez. Er arbeitete auch mit den Sängern Johnny Desmond, Ray Kellogg, Tommy Mercer, Jane Morgan, Anita O’Day, Frank Rosolino, Lena Horne oder Dinah Washington und für Bobby Hackett (Serenade in Blue), den er als musikalischer Direktor auf Touren begleitete.
Für Glenn Miller schrieb er Whamboogie und It Must Be Jelly, für Gene Krupa Gene’s Boogie, für Lionel Hampton Hamp’s Boogie und für Ray Anthony Lackawanna Local, The Fox und The Bunny Hop.
1954 gründete er sein eigenes Orchester vor allem für Studioaufnahmen; die Single Saturday Night Function erschien auf Coral Records. Mit ihnen veröffentlichte er 1956 sein Album Beautiful Music, 1959 Swing Classics in Stereo und 1960 Put on Your Dancing Shoes.
Er komponierte und arrangierte 1962 für Barbra Streisand Happy Days Are Here Again (der der Streisand ihre erste Goldene Schallplatte brachte) und arrangierte die Streicher für die TV-Show von Jackie Gleason, mit dessen Show er 1968 nach Florida zog.

## Weblink/Quelle
- Geburtstage 5. November bei nfo.net (Memento vom 19. Juli 2008 im Internet Archive) im Internet Archive auf archive.org, Stand: 19. Juli 2008, gesehen 1. Juli 2011 (englisch)
- Nachruf in der New York Times 1988
- George Dale Williams bei IMDb
- George Williams bei Discogs